# La'cryma
La'cryma（ラクリマ）は、株式会社トゥインクルクリエイトの美少女ゲームブランド。

## 概要
2005年、株式会社ブロッコリーと有限会社サーカスの共同展開ブランドとして、『true tears』の製作にあたって成立された。
2013年10月25日発売の『fortissimo FA//Akkord:nächsten Phase』以降はブロッコリーとCIRCUSから離れ株式会社フォアフロントのブランドとなった。2014年8月1日にサポート窓口がS.O.F.TからLa'crymaに移行。
2017年5月、ひよこソフトの所属会社である株式会社トゥインクルクリエイトがブランドを継承。

## 作品一覧
| 発売日 | 発売日   | タイトル                                       | 原画                                                               | シナリオ                                             | レイティング/備考             |
| ------ | -------- | ---------------------------------------------- | ------------------------------------------------------------------ | ---------------------------------------------------- | ----------------------------- |
| 2006年 | 3月31日  | true tears                                     | 依澄れい                                                           | GameCRAB                                             | 全年齢                        |
| 2008年 | 7月25日  | 空を飛ぶ、3つの方法。                          | 大場陽炎、みずきまさと 風見春樹、鷹乃ゆき                          | 神夜優                                               | 18歳以上                      |
| 2008年 | 8月7日   | true tears                                     | N/A                                                                | N/A                                                  | 全年齢/PlayStation 2          |
| 2009年 | 10月6日  | 空を飛ぶ、7つ目の魔法。                        | 大場陽炎、鷹乃ゆき 立羽、こなた                                    | 神夜優、johnny、 友野健人、保桜 玖保田桂吾、黒瀧糸由 | 18歳以上                      |
| 2010年 | 9月30日  | fortissimo//Akkord:Bsusvier                    | 大場陽炎、鷹乃ゆき、立羽 こなた、たにはらなつき たかとうすずのすけ | 神夜優、johnny 青葉大、友野健人                      | 全年齢                        |
| 2011年 | 3月31日  | fortissimo EXA//Akkord:Bsusvier                | 大場陽炎、鷹乃ゆき、立羽 こなた、たにはらなつき たかとうすずのすけ | 神夜優、johnny 青葉大、友野健人                      | 全年齢                        |
| 2012年 | 6月29日  | fortissimo EXS//Akkord:nächsten Phase          | 大場陽炎、鷹乃ゆき、立羽 こなた、たにはらなつき たかとうすずのすけ | 神夜優、johnny 青葉大、友野健人                      | 18歳以上                      |
| 2013年 | 10月25日 | fortissimo FA//Akkord:nächsten Phase           | N/A                                                                | N/A                                                  | 全年齢                        |
| 2014年 | 12月11日 | カデンツァ フェルマータ アコルト：フォルテシモ | 大場陽炎、結月かりん こなた                                        | 神夜優                                               | 15歳以上対象/PlayStation Vita |
| 2016年 | 3月31日  | アイドルスクール！ULTRA-ORANGE                 | N/A                                                                | N/A                                                  | 18歳以上/PC・スマートフォン   |
| 2018年 | 3月23日  | 消えた世界と月と少女                           | 月音                                                               | 空好すぎる                                           | 18歳以上                      |
| 未公表 | 未公表   | H.S.D24                                        | 大場陽炎                                                           | 神夜優                                               |                               |
| 未公表 | 未公表   | Angel Meister                                  | 大場陽炎、秋蕎麦                                                   | 未公表                                               |                               |
| 未公表 | 未公表   | かのつく                                       | 月音                                                               | 松下紗知                                             |                               |

## アニメ化作品
| 作品       | 放送年 | アニメーション制作 | 備考 |
| ---------- | ------ | ------------------ | --- |
| true tears | 2008年 | P.A.WORKS          | 全13話で構成。原作はLa'crymaとなっているが「真実の涙」というコンセプトを同じくするものの、ストーリー、キャラクターともにオリジナルの作品となっている。 |

## 主要制作スタッフ

### ブロッコリー
- 製作指揮

### CIRCUS
- 松村和俊
- たかのゆき

### La'cryma
シナリオ
- 神夜優

原画
- 大場陽炎
- みずきまさと
- 風見春樹

### その他
- 依澄れい（true tearsの原画）